# Perizoma continua
Perizoma continua là một loài bướm đêm trong họ Geometridae.